# Eny Moreira
Eny Raimundo Moreira (Juiz de Fora, 5 de abril de 1946 — São Paulo, 4 de janeiro de 2022) foi uma advogada e defensora dos direitos humanos brasileira. Foi presidente-fundadora do Comitê Brasileiro pela Anistia, integrou a Comissão Estadual da Verdade do Rio de Janeiro e foi uma das idealizadoras do Brasil: Nunca Mais.

## Biografia
Durante seus 15 anos trabalhando no escritório de Sobral, atuou defendendo presos políticos. Atuou em importantes casos no Tribunal Militar em São Paulo, como os de Paulo Vannuchi, Isis Dias de Oliveira, Aurora Maria e Theodomiro Romeiro, primeiro civil condenado à pena de morte.
Em 1978, fundou e presidiu o Comitê Brasileiro pela Anistia. Em 1979 foi uma das idealizadoras do projeto "Brasil: nunca mais", que copiou mais de 700 processos políticos que tramitaram pela Justiça Militar, entre abril de 1964 e março de 1979. O projeto visava evitar que os processos judiciais de crimes políticos fossem destruídos com o fim da ditadura militar, como ocorreu no Estado Novo. Com apoio do reverendo Jaime Wright e do cardeal Dom Paulo Evaristo Arns, conseguiram financiamento do Conselho Mundial de Igrejas (CMI). Após seis anos de trabalho, o trabalho é finalizado e publicam um livro com o conteúdo em 1985.
Eny não resistiu às consequências de uma parada cardíaca e faleceu em 04 de janeiro de 2022, na cidade de São Paulo.